# Elecciones generales de España de 1933
El 19 de noviembre de 1933 se celebró la primera vuelta de las segundas elecciones generales de la Segunda República Española para las Cortes y fueron las primeras en que las mujeres ejercieron el derecho al voto. Las elecciones dieron una mayoría parlamentaria a los partidos de centro-derecha y de derechas, dándose inicio al segundo bienio entre 1933 y 1936.

## La convocatoria de las elecciones
El 9 de octubre de 1933, nada más tomar posesión el nuevo Gobierno, el presidente del Gobierno, Diego Martínez Barrio, propuso al presidente de la República, Niceto Alcalá-Zamora, la disolución del Parlamento y la convocatoria de elecciones generales para los días 19 de noviembre (primera vuelta) y 3 de diciembre (segunda vuelta). El nuevo Gobierno daba así cumplimiento al punto único de su programa político, que era dar la palabra a los españoles y resolver la crisis política planteada por la ruptura de la coalición republicano-socialista de Gobierno durante el primer bienio de la República. A juicio del presidente del Gobierno, el Parlamento ya no representaba a la opinión pública dominante en ese momento después de las fuertes reacciones y tensiones que se habían vivido en España como consecuencia de la política reformista emprendida por el Gobierno de Manuel Azaña. Y por eso buscó “orientación y armonía definitiva, acudiendo a la consulta directa de la voluntad general”, tal como se decía explícitamente en el propio preámbulo del decreto de convocatoria de elecciones.

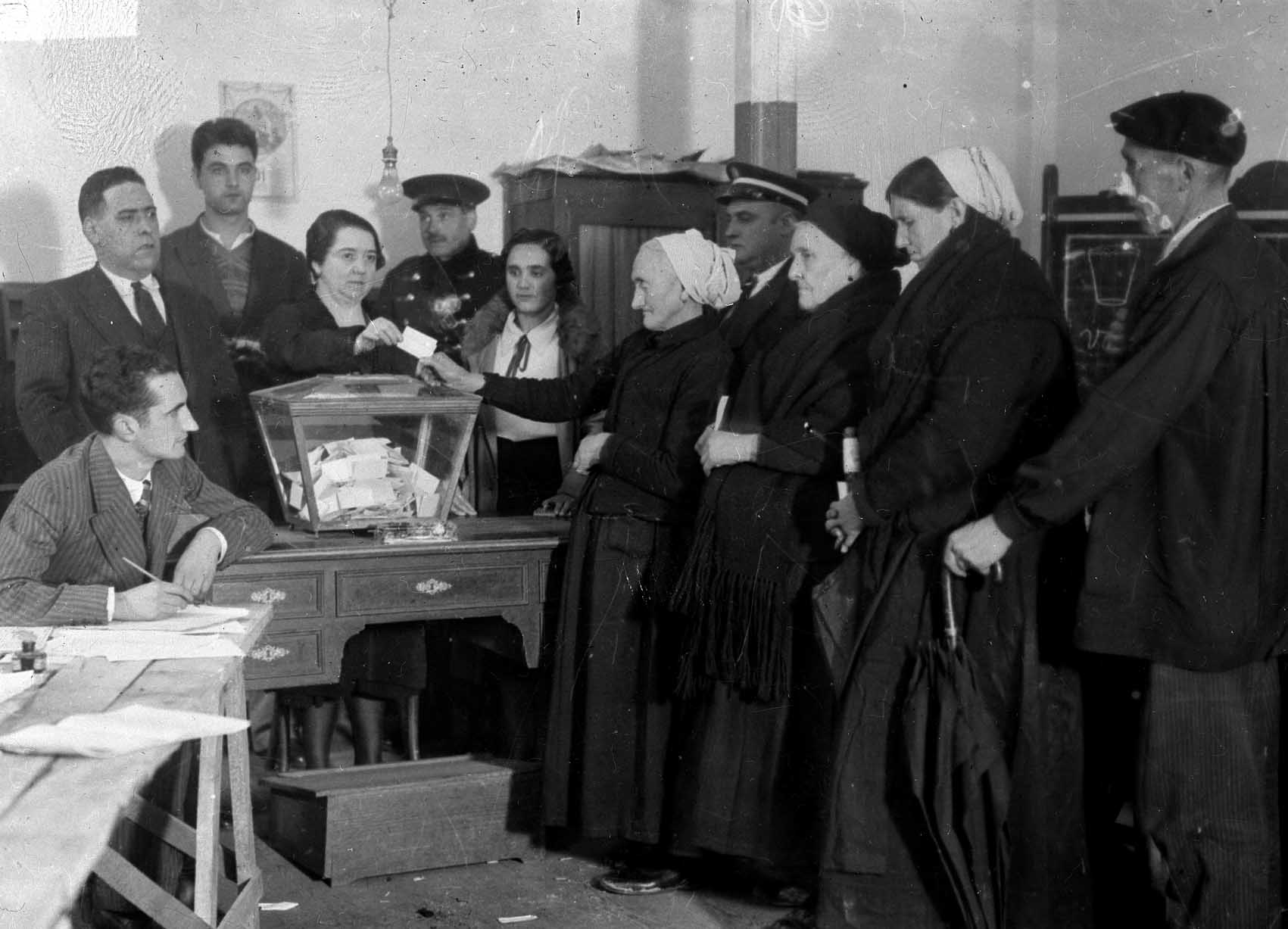
Mujeres votando en Éibar en 1933.

La nueva Ley Electoral aprobada el 27 de julio de 1933 introdujo algunos cambios respecto a la que se aplicó en las anteriores elecciones de junio de 1931: se elevó al 40% la cantidad de votos requerida por una candidatura para triunfar en la primera vuelta, mientras que en la segunda, que se celebraría si ningún candidato llegaba a esa cifra, solo podían participar quienes hubiesen alcanzado el 8% de los votos. Además se posibilitó el cambio en la composición de las candidaturas entre la primera y la segunda vueltas. Pero se mantuvo lo esencial: era un sistema electoral mayoritario de listas abiertas que premiaba a las candidaturas que obtuvieran más votos, por lo que los partidos que consiguieran presentarse en coalición conseguían un mayor número de diputados que si se presentaban en solitario.

## Los partidos
A diferencia de las elecciones constituyentes de junio de 1931, las derechas no republicanas formaron una coalición electoral que se formalizó el 12 de octubre de 1933 con el nombre de Unión de Derechas y Agrarios, en la que se integraron la CEDA, como partido hegemónico, el Partido Agrario, los monárquicos “alfonsinos” de Renovación Española y los monárquicos carlistas de la Comunión Tradicionalista, además de algunos independientes “agrarios y católicos”. A pesar de sus diferencias ideológicas y tácticas, consiguieron elaborar un programa mínimo que constaba de tres puntos y que plasmaba los tres ejes sobre los que había girado su política de confrontación con los gobiernos de Manuel Azaña durante el primer bienio “en defensa del orden y de la religión”: revisión de la Constitución de 1931 y de la legislación reformista del primer bienio, especialmente la social y la religiosa; abolir la Ley de Reforma Agraria de 1932, y declarar una amnistía por “delitos políticos”, lo que suponía sacar de la cárcel a todos los condenados por el intento de golpe de Estado de agosto de 1932 encabezado por el general Sanjurjo. Durante la campaña la CEDA hizo un gran despliegue de propaganda gracias a la financiación que obtuvo muy por encima del resto de los partidos que concurrían a las elecciones. En el manifiesto de la “Coalición antimarxista” (que fue el nombre que adoptó la candidatura de las derechas no republicanas por la circunscripción por Madrid), publicado por el diario católico El Debate el 1 de noviembre, se definía la política aplicada por los gobiernos republicano-socialistas del primer bienio como “marxista”, “con su concepción materialista y anticatólica de la vida y de la sociedad” y su “antiespañolismo” por lo que 

los candidatos de la coalición antimarxista defenderán resueltamente y a todo trance la necesidad de una inmediata derogación, por la vía que en cada caso proceda, de los preceptos, tanto constitucionales como legales, inspirados en designios laicos y socializantes (…). Trabajarán sin descanso para lograr la cancelación de todas las disposiciones confiscadoras de la propiedad y persecutorias de la persona, de las asociaciones y de las creencias religiosas

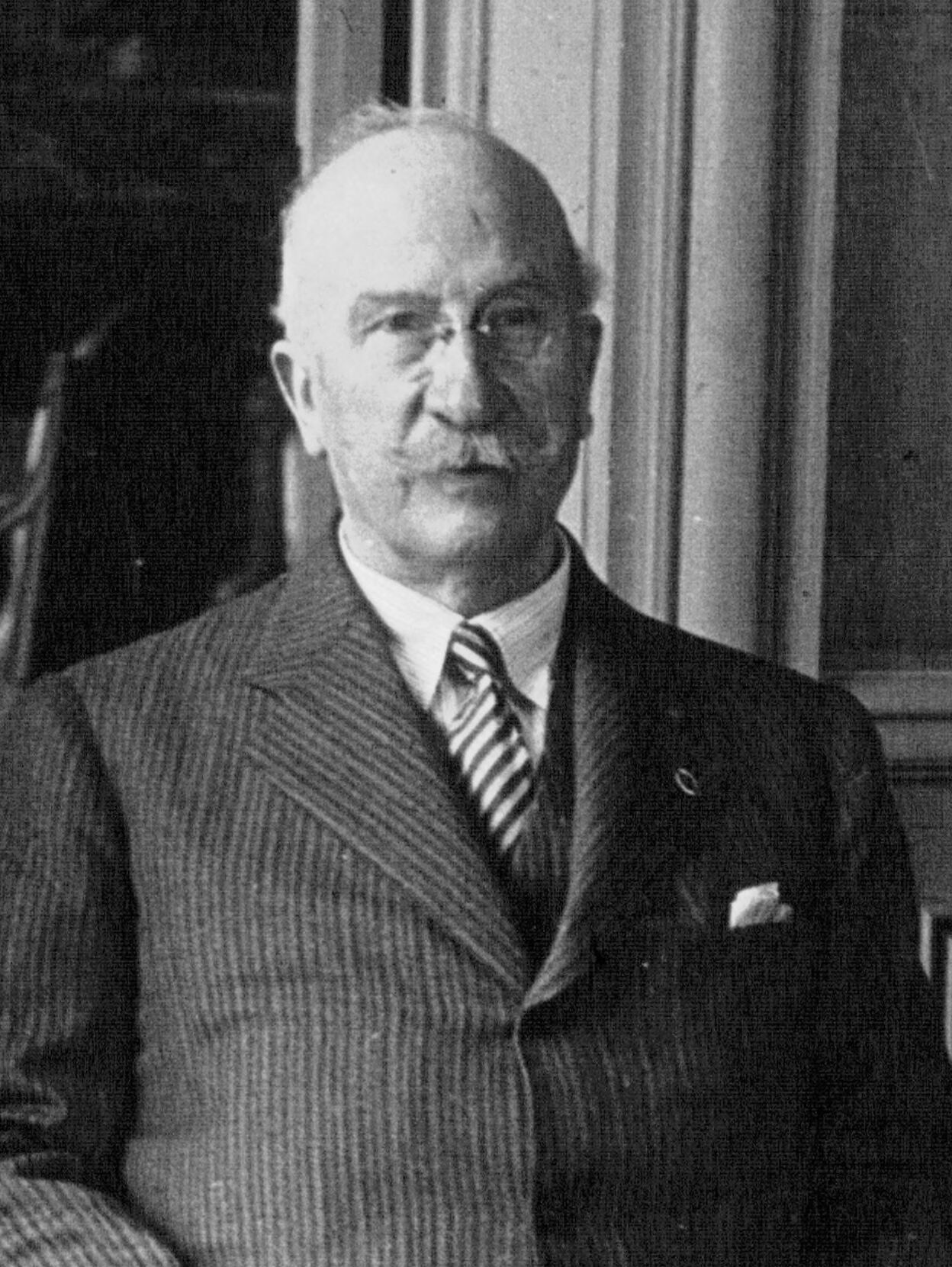
Una foto de Alejandro Lerroux en 1931

Por su parte el Partido Republicano Radical de Alejandro Lerroux, que había encabezado la oposición a los gobiernos de Manuel Azaña durante el año 1933, esperaba recoger los frutos de esa campaña y se presentó como una opción de centro, con su propuesta de “República, orden, libertad, justicia social, amnistía”. Para ello pactó con otros grupos republicanos de centro-derecha (el Partido Republicano Liberal Demócrata de Melquíades Álvarez y el Partido Republicano Progresista, el partido del presidente de la República, Niceto Alcalá-Zamora) y con la CEDA y el Partido Agrario en las circunscripciones donde fue necesario celebrar segunda vuelta. En cambio, los republicanos de izquierda y los socialistas, que se habían presentado en coalición en las elecciones constituyentes de 1931, ahora lo hicieron por separado. En el PSOE se impuso la postura de Largo Caballero de romper completamente las relaciones con los republicanos, frente a la posición favorable a la coalición defendida por Indalecio Prieto o Fernando de los Ríos.
La CNT desplegó una campaña sin precedentes a favor de la abstención, con insultos al “animal elector” incluidos y con descalificaciones a derecha e izquierda: “Buitres, rojo y amarillo, y buitres tricolores. Todos buitres. Todos, aves de rapiña. Todos, canalla inmunda que el pueblo productor barrerá con la escoba de la revolución”. Su alternativa era la insurrección si ganaban “las tendencias fascistas” las elecciones e instaurar el comunismo libertario.

## Los resultados
El resultado de las elecciones de noviembre de 1933, en las que votaron por primera vez las mujeres (6.800.000 censadas), fue la derrota de los republicanos de izquierda y de los socialistas y el triunfo de la derecha y del centroderecha, debido fundamentalmente a que los partidos de esa tendencia se presentaron unidos formando coaliciones, mientras que la izquierda se presentó dividida. La coalición de la derecha no republicana obtuvo en torno a los 200 diputados (de los cuales 115 eran de la CEDA, 30 de los agrarios, 21 de los tradicionalistas, 14 de los alfonsinos de Renovación Española y 18 independientes de derecha, más dos fascistas, uno de Falange Española y otro del Partido Nacionalista Español), mientras que el centro-derecha y el centro obtuvieron unos 170 diputados (102 de Partido Radical, 9 de los liberal-demócratas, y 3 de los progresistas; 11 del PNV; 24 Lliga Regionalista; Partido Republicano Gallego, 6; Partido Republicano Conservador, 17) y la izquierda vio reducida su representación a apenas un centenar de parlamentarios (59 el PSOE; 17 ERC; USC 3; Acción Republicana, 5; federales 4; Radical-Socialista independiente 3). Se había producido un vuelco espectacular respecto de las Cortes Constituyentes, aunque el parlamento volvía a estar muy atomizado y se hacían necesarios los pactos para asegurar la gobernabilidad.
Los resultados fueron:
| Candidaturas                                                     | Votos     | Porcentaje |
| ---------------------------------------------------------------- | --------- | ---------- |
| Partido Socialista Obrero Español (PSOE)                         | 1.383.401 | 16,3 %     |
| Conjunciones Republicano-Socialistas (con Esquerra)              | 859.617   | 10,1 %     |
| Candidaturas republicanas de izquierda (con Esquerra)            | 364.773   | 4,3 %      |
| Partido Comunista de España (PCE) y afines                       | 167.672   | 2,0 %      |
| Bloque Obrero y Campesino (BOC) y aliados                        | 19.152    | 0,2 %      |
| Diversos de izquierda (independientes)                           | 10.080    | 0,1 %      |
| Total de la Izquierda                                            | 2.804.695 | 33,0 %     |
| Partido Radical Republicano (PRR) y aliados gubernamentales      | 1.357.339 | 16,0 %     |
| Republicanos regionales (PRG, galleguistas, UDC, ANV)            | 125.425   | 1,5 %      |
| Derecha Republicana (republicanos conservadores y progresistas)  | 56.987    | 0,7 %      |
| Partido Republicano Radical-Socialista («gordoncistas» aislados) | 50.510    | 0,6 %      |
| Diversos de centro (liberal-demócratas e independientes)         | 57.010    | 0,7 %      |
| Total del Centro                                                 | 1.647.271 | 19,5 %     |
| Unión de Derechas (CEDA, agrarios, tradicionalistas, RE, etc.)   | 2.497.729 | 29,5 %     |
| Candidaturas Antimarxistas (UD con PRR y derecha republicana)    | 837.679   | 9,9 %      |
| Lliga y tradicionalistas catalanes                               | 413.804   | 4,9 %      |
| Partido Nacionalista Vasco (PNV)                                 | 181.380   | 2,1 %      |
| Diversos de derecha (independientes)                             | 98.157    | 1,1 %      |
| Total de la Derecha                                              | 4.028.749 | 47,5 %     |
| Fuentes:                                                         |           |            |

| ← Elecciones generales españolas, 19 de noviembre de 1933 → |                                                              |         |        |     |  |  |  |  |  |  |
|                                                             | Partido                                                      | Escaños | % Esc. | +/- |  |  |  |  |  |  |
|                                                             | Confederación Española de Derechas Autónomas (CEDA)          | 115/473 | 24,3   | —   |  |  |  |  |  |  |
|                                                             | Partido Republicano Radical (PRR)                            | 102/473 | 21,6   | 12  |  |  |  |  |  |  |
|                                                             | Partido Socialista Obrero Español (PSOE)                     | 59/473  | 12,5   | 56  |  |  |  |  |  |  |
|                                                             | Partido Agrario Español (PAE)                                | 30/473  | 6,3    | 15  |  |  |  |  |  |  |
|                                                             | Lliga Catalana                                               | 24/473  | 5,1    | 22  |  |  |  |  |  |  |
|                                                             | Comunión Tradicionalista (CT)                                | 20/473  | 4,2    | 16  |  |  |  |  |  |  |
|                                                             | Esquerra Republicana de Catalunya (ERC)                      | 17/473  | 3,6    | 12  |  |  |  |  |  |  |
|                                                             | Partido Republicano Conservador (PRC)                        | 17/473  | 3,6    | 4   |  |  |  |  |  |  |
|                                                             | Renovación Española (RE)                                     | 14/473  | 3,0    | —   |  |  |  |  |  |  |
|                                                             | Independientes de derechas                                   | 13/473  | 2,7    | 9   |  |  |  |  |  |  |
|                                                             | Partido Nacionalista Vasco (PNV)                             | 11/473  | 2,3    | 4   |  |  |  |  |  |  |
|                                                             | Partido Republicano Liberal Demócrata (PRLD)                 | 9/473   | 1,9    | 5   |  |  |  |  |  |  |
|                                                             | Partido Republicano Gallego (PRG)                            | 6/473   | 1,3    | 9   |  |  |  |  |  |  |
|                                                             | Acción Republicana (AR)                                      | 5/473   | 1,1    | 21  |  |  |  |  |  |  |
|                                                             | Republicanos de centro independientes                        | 5/473   | 1,0    | 3   |  |  |  |  |  |  |
|                                                             | Monárquicos Independientes                                   | 4/473   | 0,8    | —   |  |  |  |  |  |  |
|                                                             | Partido Republicano Democrático Federal (PRDF)               | 4/473   | 0,8    | 12  |  |  |  |  |  |  |
|                                                             | Partido Republicano Radical Socialista Independiente (PRRSI) | 3/473   | 0,6    | —   |  |  |  |  |  |  |
|                                                             | Partido Republicano Progresista (PRP)                        | 3/473   | 0,6    | 22  |  |  |  |  |  |  |
|                                                             | Unió Socialista de Catalunya (USC)                           | 3/473   | 0,6    | 1   |  |  |  |  |  |  |
|                                                             | Partido Republicano de Centro                                | 2/473   | 0,4    | 0   |  |  |  |  |  |  |
|                                                             | Partido Comunista de España (PCE)                            | 1/473   | 0,2    | 1   |  |  |  |  |  |  |
|                                                             | Partido Republicano Radical Socialista (PRRS)                | 1/473   | 0,2    | 60  |  |  |  |  |  |  |
|                                                             | Partido Nacionalista Español (PNE)                           | 1/473   | 0,4    | —   |  |  |  |  |  |  |
|                                                             | Falange Española (FE)                                        | 1/473   | 0,4    | —   |  |  |  |  |  |  |
|                                                             | Unió de Rabassaires                                          | 1/473   | 0,4    | 1   |  |  |  |  |  |  |
|                                                             | Partido Regionalista de Mallorca (PRM)                       | 1/473   | 0,4    | —   |  |  |  |  |  |  |
|                                                             | Independientes pro-estatuto de Estella                       | 1/473   | 0,4    | —   |  |  |  |  |  |  |
|                                                             |                                                              |         |        |     |  |  |  |  |  |  |
|                                                             | TOTAL                                                        | 473     | 100,00 | 3   |  |  |  |  |  |  |
|                                                             | Fuentes :                                                    |         |        |     |  |  |  |  |  |  |

## La valoración de los resultados
Según el testimonio del radical Diego Martínez Barrio, los principales dirigentes de los republicanos de izquierda encabezados por Manuel Azaña nada más conocerse los resultados electorales presionaron al presidente de la República Alcalá-Zamora para que convocara nuevas elecciones antes de que se constituyeran las Cortes recién elegidas. Sin embargo, la sesión de apertura de las nuevas Cortes se celebró con normalidad el 8 de diciembre de 1933 presidida por Alcalá Zamora.
Como ha señalado el historiador Santos Juliá, “el resultado de las elecciones fue un realineamiento espectacular del sistema de partidos, buena muestra de lo lejos que la República estaba aún de ser una democracia consolidada”. El cambio más notable fue la irrupción en la escena parlamentaria de la CEDA, la derecha católica “accidentalista” que no había declarado su lealtad a la República y que se convirtió en la principal minoría de las Cortes. Otros partidos de la derecha o del centro-derecha (Agrarios, Conservadores, Lliga, Progresistas y Liberal-demócratas) obtuvieron resultados aceptables, convirtiéndose en piezas imprescindibles para la formación de gobierno. El otro cambio trascendental para el sistema de partidos fue la inapelable derrota de la izquierda republicana y el duro correctivo sufrido por los socialistas, que se habían presentado en solitario a las elecciones con la aspiración de obtener una mayoría suficiente que les permitiese gobernar y transformar de forma pacífica la república “burguesa” en una “república socialista”. Por último, señalar que la posición central la ocupaba el Partido Radical.
Se ha discutido mucho sobre hasta qué punto el triunfo de la derecha y del centro-derecha en las elecciones de noviembre de 1933 se debió al voto de las mujeres, supuestamente muy influenciadas por la Iglesia Católica,  y a la campaña abstencionista de la CNT que habría restado votos a los partidos de izquierda. Los historiadores han descartado estas dos causas. “Las mujeres votaron también en 1936, y muchas de ellas a la CEDA y a los partidos derechistas, y sin embargo ganaron los partidos de izquierda”, ha señalado Julián Casanova respecto de la primera cuestión. En cuanto a la segunda, también según Julián Casanova, “la abstención se notó especialmente en ciudades como Sevilla, Barcelona, Cádiz o Zaragoza, donde los anarquistas tenían más presencia. Pero las investigaciones sobre Cataluña, el lugar con más arraigo del sindicalismo revolucionario [de la CNT], han mostrado que el comportamiento electoral abstencionista por razones ideológicas, es decir, por la propaganda anarquista, quedaría restringido a sectores minoritarios de la clase obrera”. La causa fundamental de la derrota de las izquierdas y del triunfo de las derechas fue que las primeras se presentaron desunidas y las segundas unidas, todo lo contrario de lo que había sucedido en las elecciones de 1931.